# モール・タマン・アングレック
モール・タマンアングレック, （英語では "果樹園のモール"）はインドネシア最大のショッピングモールである。別称”TA （テーアー）。総床面積の点では、タマン・アングレックは依然としてグランド・インドネシアを抑えてインドネシア最大規模のモールである。住所は グロゴル・ペタンブラン, 西ジャカルタ市, インドネシア. タマン・アングレックモール建設以前には同地域に果樹園が現存しており、その名前の由来となっている。
1996年のオープン以来、タマン・アングレックは東南アジア最大のモールであり、モールの屋上には８つのアパートメント・コンプレックスがある。現在タマン・アングレックには500以上の店舗が入っている。タマン・アングレックはムリア・グループにより所有されている。